# Erhard Heiden
Erhard Heiden (23 de febrero de 1901 – 19 de marzo de 1933) fue uno de los primeros miembros del Partido Nacionalsocialista y el tercer comandante de una de las ramas militares vinculadas al partido, las Schutzstaffel (SS). Fue nombrado jefe de las SS, entonces una subsección de élite del Sturmabteilung (SA), en 1927. En ese momento las SS tenían menos de un millar de miembros y Heiden encontró dificultades para hacer frente bajo la mucho más grande SA. Durante su período al frente de las SS la militancia cayó significativamente, lo que le llevó a ditimir, oficialmente por "razones familiares". Tras el ascenso de los nacionalsocialistas al poder en 1933, Heiden fue secuestrado a principios de marzo de ese mismo año y, posteriormente, asesinado el día 19 de ese mismo mes.

## Biografía

### Primeros años
Erhard Heiden nació el 23 de febrero de 1901 en Weiler-Simmerberg, una ciudad mayoritariamente católica de Baviera. En 1917 asistió a la escuela en Fürstenfeldbruck. Poco se sabe sobre sus años de infancia y juventud. Tras la derrota de Alemania en la Primera Guerra Mundial, el país se encontró con numerosos problemas: hiperinflación, un alto desempleo, y un alto crecimiento de la pobreza, el crimen y las revueltas civiles.
Durante esa época, Heiden sirvió en una unidad del Freikorps. En 1919 se fundó en Múnich un pequeño partido de tercera posición, el Partido Obrero Alemán (DAP); un año más tarde cambió su nombre a Partido Nacionalsocialista Obrero Alemán. En 1920 el líder del partido, Adolf Hitler, ordenó a un veterano de guerra y conocido suyo, Ernst Röhm, que organizara una sección de asalto para proteger a los oficiales nazis durante los mítines y también para atacar a sus oponentes políticos. Esta milicia sería conocida como Sturmabteilung (SA). Fue por aquella época cuando Heiden se afilió al Partido Nazi y a la SA, siendo uno de sus primeros militantes. En 1923, Heiden se unió a la pequeña unidad de guardaespaldas de Hitler llamada Stoßtrupp-Hitler (Tropas de Choque "Hitler"). Tras el fallido Putsch de la Cervecería, en noviembre de 1923, Hitler y otros líderes nazis fueron encarcelados en la Prisión de Landsberg por alta traición. El Partido Nazi y todas sus organizaciones, incluida la Stoßtrupp, fueron prohibidas temporalmente.

### Carrera en las SS
Después de que Hitler fuera liberado en diciembre de 1924, el partido fue refundado nuevamente. Al año siguiente, Hitler ordenó la formación de una nueva unidad de protección, el Schutzkommando ("Comando de protección"). Fue creado por Julius Schreck e incluía a a antiguos miembros de la Stoßtrupp como Emil Maurice y el propio Heiden. Poco tiempo después, el Schutzkommando fue expandido y renombrado Schutzstaffel (SS). Heiden, descrito por William Shirer como un "antiguo señuelo de la policía con mala reputación", se unió a las SS en 1925 y fue uno de los primeros partidarios de que las SS se separaran de las SA, de la que dependía originalmente.
El 1 de marzo de 1927, Joseph Berchtold transfirió el liderazgo de las SS a Heiden, que hasta entonces había actuado como su segundo al mando. Berchtold dejó la dirección por estar totalmente en desacuerdo con la autoridad de las SA sobre la SS. Como nuevo jefe de las SS, Heiden también encontró dificultades para poder organizarse bajo el poder de las cada más grandes y más poderosas SA. Bajo el liderazgo de Heiden, el estricto código de disciplina de las SS fue reforzado a un nivel mucho mayor de lo que se hubiera tolerado en las filas de las SA. Además, Heiden exigió a los hombres bajo su mando que no participaran o intervinieran en los asuntos del partido, al considerar que no eran de su preocupación. Su intención era crear una pequeña unidad de élite y obtener reclutas de mayor calidad.
A excepción del área de Múnich, la unidad fue incapaz de mantener cualquier ímpetu en otros lugares. Mientras las SS continuaron bajo jurisdicción de la SA,  su militancia cayó dramáticamente desde 1000 hasta apenas 280 efectivos. Al tiempo que Heiden intentaba evitar que las SS acabaran desapareciendo, Heinrich Himmler se convirtió en su adjunto en septiembre de 1927. Himmler mostró un gran entusiasmo y visión por las SS y desarrolló buenas habilidades organizativas que Heiden empezó a utilizar. En poco tiempo, Himmler se convirtió en el verdadero motor que movía a las SS y con el tiempo incluso eclipsó a Heiden.
El 6 de enero de 1929 Heiden dimitió de su puesto como jefe de las SS. Tras contar con la aprobación de Hitler, Himmler asumió la posición de Reichsführer-SS en enero de 1929. Existen diferentes versiones en torno a las razones que llevaron a su dimisión. El partido tan solo declaró que había sido por "razones familiares". En aquella época se sugirió que la dimisión de Heiden fue por habérsele encontrado relaciones con judíos. Desde 1928, Heiden era copropietario de un negocio de suministros de ropa que vendía uniformes a las SS. Otra compañía en Múnich suministraba a Heiden y a su compañero los pantalones que serían utilizados para los uniformes de las SS. Se descubrió entonces que la otra compañía era llevada por un judío. Además, se dijo que Heiden había hecho grandes beneficios con las ventas de equipamiento a las SS para sus uniformes. Según algunos autores, esto habría sido lo que llevó a Heiden a dimitir como líder de las SS. Según el historiador Adrian Weale, la dimisión de Heiden se habría debido más a su ineficacia como líder de las SS, y también a los rumores de que era un informador de la policía. El biógrafo de Himmler, Peter Longerich, sostiene sin embargo que no existen pruebas que permitan explicar la dimisión de Heiden o el nombramiento de Himmler. Lo que sí es cierto, es que bajo el mandato de Himmler las SS se expandieron rápidamente, convirtiéndose a posteriori en la organización más poderosa de Alemania.

### Asesinato
Cuando Hitler y su partido llegaron al poder en 1933, la SA tenía por aquel entonces unos tres millones de miembros y la SS unos 52.000. Ahora que los nazis estaban en el gobierno, comenzaron a eliminar a toda la oposición. Entre estas primeras víctimas se encontraban muchos nazis que habían perdido el favor de Hitler, o antiguos nazis que debían ser eliminados por deseo de los dirigentes. Se cree que en marzo de 1933 Heiden fue secuestrado y posteriormente asesinado por miembros del Sicherheitsdienst —el serivicio de inteligencia y contraespionaje de las SS— bajo las órdenes de Himmler y Heydrich. Su cuerpo fue encontrado unos meses más tarde, a comienzos de septiembre, siendo enterrado el 15 de septiembre de 1933.

### Pie de página
1. ↑  Kiekenap, 2008, p. 233.
2. 1 2 3  Miller, 2015, p. 52.
3. ↑  Kiekenap, 2008, pp. 233-234.
4. 1 2  Evans, 2003, pp. 103-108.
5. ↑  Kershaw, 2008, pp. 82, 87.
6. 1 2  McNab, 2009, pp. 11, 16.
7. ↑  Hamilton, 1984, pp. 160, 172.
8. ↑  Lumsden, 2002, p. 14.
9. ↑  Weale, 2010, pp. 16, 26.
10. ↑  McNab, 2009, pp. 10, 11.
11. ↑  Weale, 2010, p. 29.
12. ↑  Shirer, 1991, p. 121.
13. 1 2 3  McNab, 2009, p. 11.
14. ↑  Cook y Russell, 2000, pp. 21-22.
15. 1 2  Weale, 2010, p. 32.
16. ↑  Weale, 2010, pp. 32, 33.
17. ↑  Weale, 2010, pp. 45, 46.
18. ↑  Weale, 2010, p. 46.
19. ↑  McNab, 2009, p. 18.
20. ↑  Weale, 2010, p. 47.
21. ↑  Longerich, 2012, p. 113.
22. ↑  Weale, 2010, pp. 33, 47.
23. ↑  Longerich, 2012, p. 114.
24. ↑  Weale, 2010, pp. 300-305.
25. ↑  Ailsby, 1998, p. 9.